# Scanuppia - Malga Palazzo
Scanuppia - Malga Palazzo est une montée cimentée connue pour la raideur de ses pentes. Elle se situe à Besenello, dans la province de Trente, dans la région du Trentin-Haut-Adige, dans le Nord-Est de l'Italie.

## Profil de la route
Cette montée offre de redoutables pourcentages. La pente moyenne est de 17,6 % sur 7,8 km. La montée n'a jamais accueilli de courses compétitives car la route ne le permet pas actuellement. Elle est empruntée en été par de nombreux motards et amateurs de vélo qui se lancent dans le défi de l'escalade. Après un kilomètre, il est possible d'admirer le panneau routier historique qui indique une pente de 45 % qui ne fait cependant référence qu'à la section interne d'un virage en épingle à cheveux étroit, mais qui donne une bonne idée de la difficulté de la montée. Le 2e kilomètre de l'ascension est le plus difficile avec un pourcentage moyen de 26.5 %. À la fin de l'ascension, il reste encore 4,5 km de bois et de clairières difficiles. L'ascension se termine lorsque la route en béton à 1 515 m d'altitude cède la place à une route forestière qui pénètre dans le plateau de Scanuppia qu'il est strictement interdit de traverser sauf avec une autorisation de la province.
| Longueur | Altitude de départ | Altitude d'arrivée | Dénivelée total | Pente moyenne | Pente maximum |
| -------- | ------------------ | ------------------ | --------------- | ------------- | ------------- |
| 7,5 km   | 198 m              | 1 515 m            | 1 317 m         | 17,6 %        | 45 %          |

## Événements
Le Scanuppia Day a eu lieu le 25 avril 2010 (officiellement présenté le 13 février par la commune de Besenello), un rassemblement non compétitif réservé aux seuls VTT. Étant donné que seulement une cinquantaine de cyclistes ont participé, l'événement a été considéré comme un échec par l'administration de la municipalité de Besenello qui a décidé de ne pas le répéter dans les années suivantes.